# Głęboka konwekcja

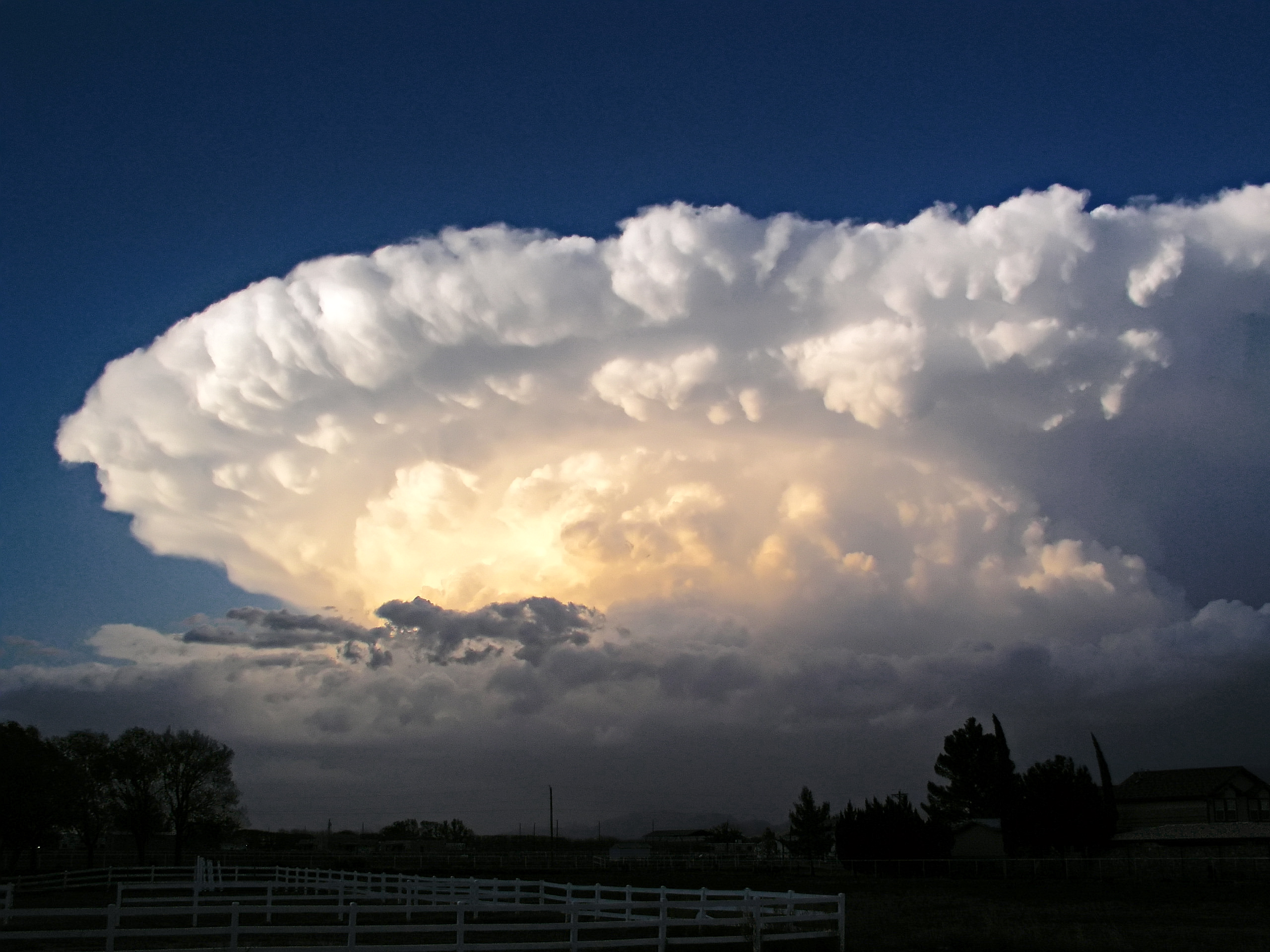
Superkomórka burzowa − przykład chmury związanej z głęboką konwekcją

Głęboka konwekcja – pojęcie meteorologiczne oznaczające gwałtowny rozwój chmur konwekcyjnych, burz lub cyklonów tropikalnych. Jest to powodowane przez silne prądy wstępujące, dużą wilgotność powietrza i inne czynniki powodujące rozwój intensywnej konwekcji.
Na zdjęciach satelitarnych głęboka konwekcja jest widoczna w podczerwieni. Ponieważ temperatura różnych warstw w atmosferze zależy od wysokości nad Ziemią, to temperatura wierzchołków chmur jest dobrym wskaźnikiem ich wysokości. Zazwyczaj głęboka konwekcja jest hamowana przez tropopauzę co powoduje powstawanie rozległych układów chmur.  Innym sposobem oceny rozległości i aktywności konwekcyjnej są radary meteorologiczne. Intensywność konwekcji można też ocenić z sondaży meteorologicznych.